# Podogaster variegatus
Podogaster variegatus är en stekelart som beskrevs av Szepligeti 1906. Podogaster variegatus ingår i släktet Podogaster och familjen brokparasitsteklar. Inga underarter finns listade i Catalogue of Life.